# Glaciar de roca

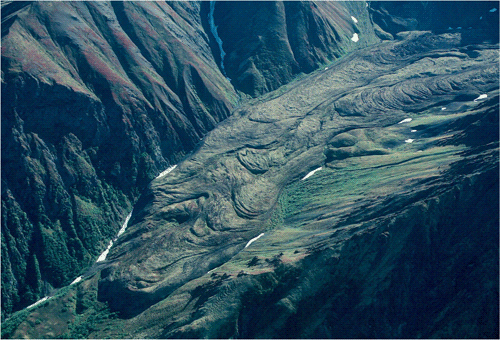
Vista de un glaciar de escombros con múltiples lóbulos de flujo, Montañas Chugach, Alaska.

Un glaciar de rocas (también llamado litoglaciar, glaciar de escombros y glaciar rocoso) es un cuerpo de derrubios y hielo que fluye bajo su propio peso. El científico Lionel Jackson lo define como: 

"Una masa de peñascos surtidos con hielo intersticial a más o menos un metro de profundidad (cementado por hielo) o que contiene hielo de glaciar enterrado (núcleo de hielo). Ocurren en altas montañas en áreas de permafrost y deriva de la pared de un circo u otro acantilado".
Lionel Jackson

Glaciar rocoso de Marinet I - Valle de Marinet (Saint-Paul-sur-Ubaye, Francia)

Louis Lliboutry no concuerda con esta definición alegando que glaciares de roca antiguos pueden carecer de hielo y que glaciares de roca jóvenes pueden alcanzar alturas en donde no hay permafrost. La interpretación de los glaciares de roca y hielos enterrados suele ser controversial. También existe una disputa en si deben ser considerados glaciares o no. Los científicos John Vitek y John Giardino argumentan que el término glaciar de roca se debe considerar como genérico y no genético.
Los glaciares de roca se asemejan en forma a pequeños glaciares y también a grandes coladas de lava.

## Formación
Los glaciares de roca suelen formase en cuencas de circos glaciales donde hay abundante suministro de escombros y ablación de glaciares con escombros adentro. Puede ser difícil distinguir si un glaciar de roca esta activo o es vestigial. El movimiento de un glaciar de roca en el presente no tiene que necesariamente estar vinculado al proceso que lo orígino. Aunque suelen requerir permafrost para su formación esta no es indispensable para la formación de glaciares de roca.

## Hidrología

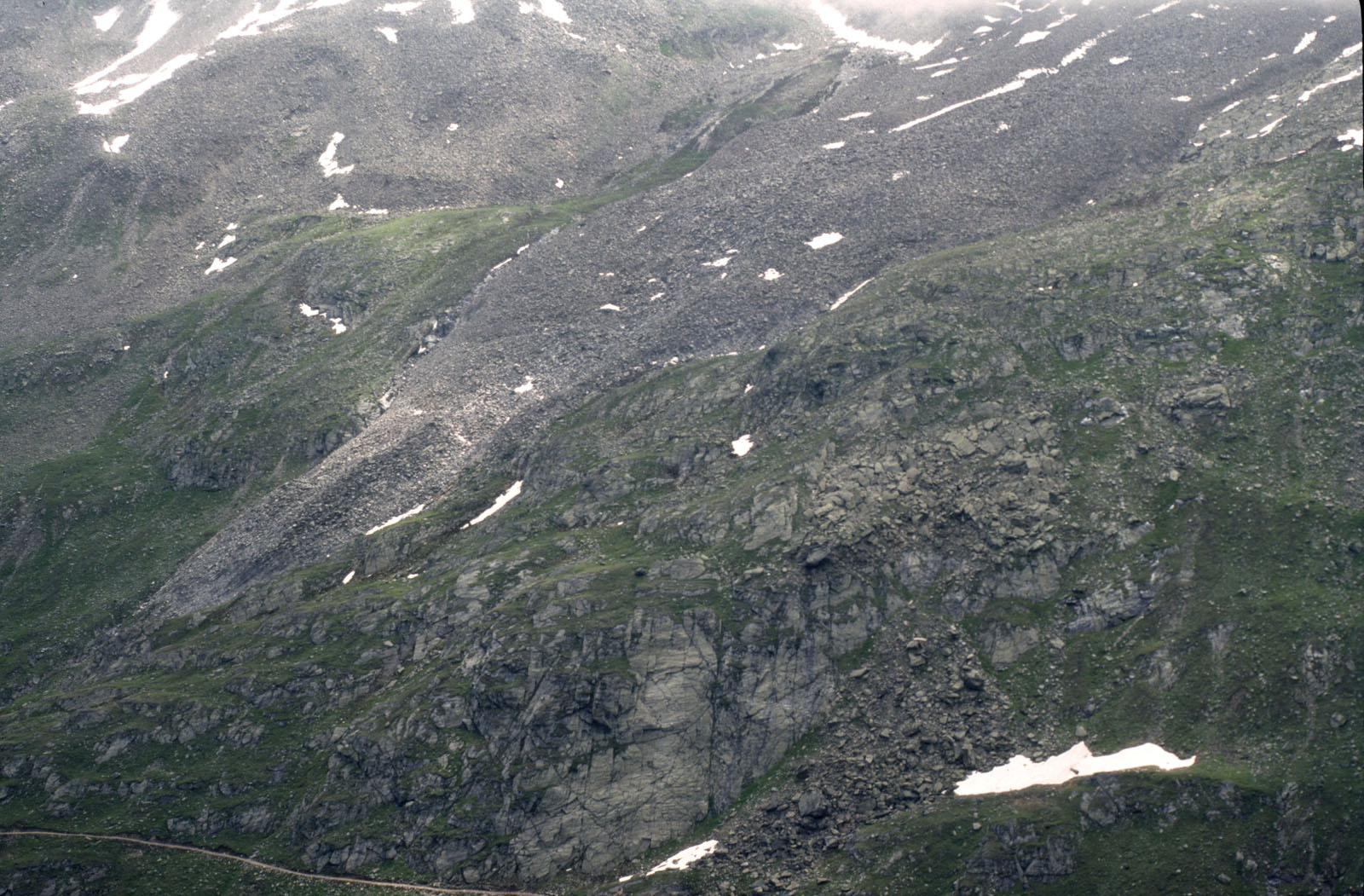
Glaciar de roca en Hangerer en Ötztal, Alpes austriacos

Se estima que el contenido de hielo de los glaciares de roca es de entre 50% y 70%. El hielo en los glaciares de roca es principalmente intersticial o de segregación. En algunas regiones del mundo los glaciares rocosos pueden almacenar más agua que los glaciares normales (o "blancos") por ejemplo en Chile entre los 29° y 32° de latitud sur.

## Distribución geográfica

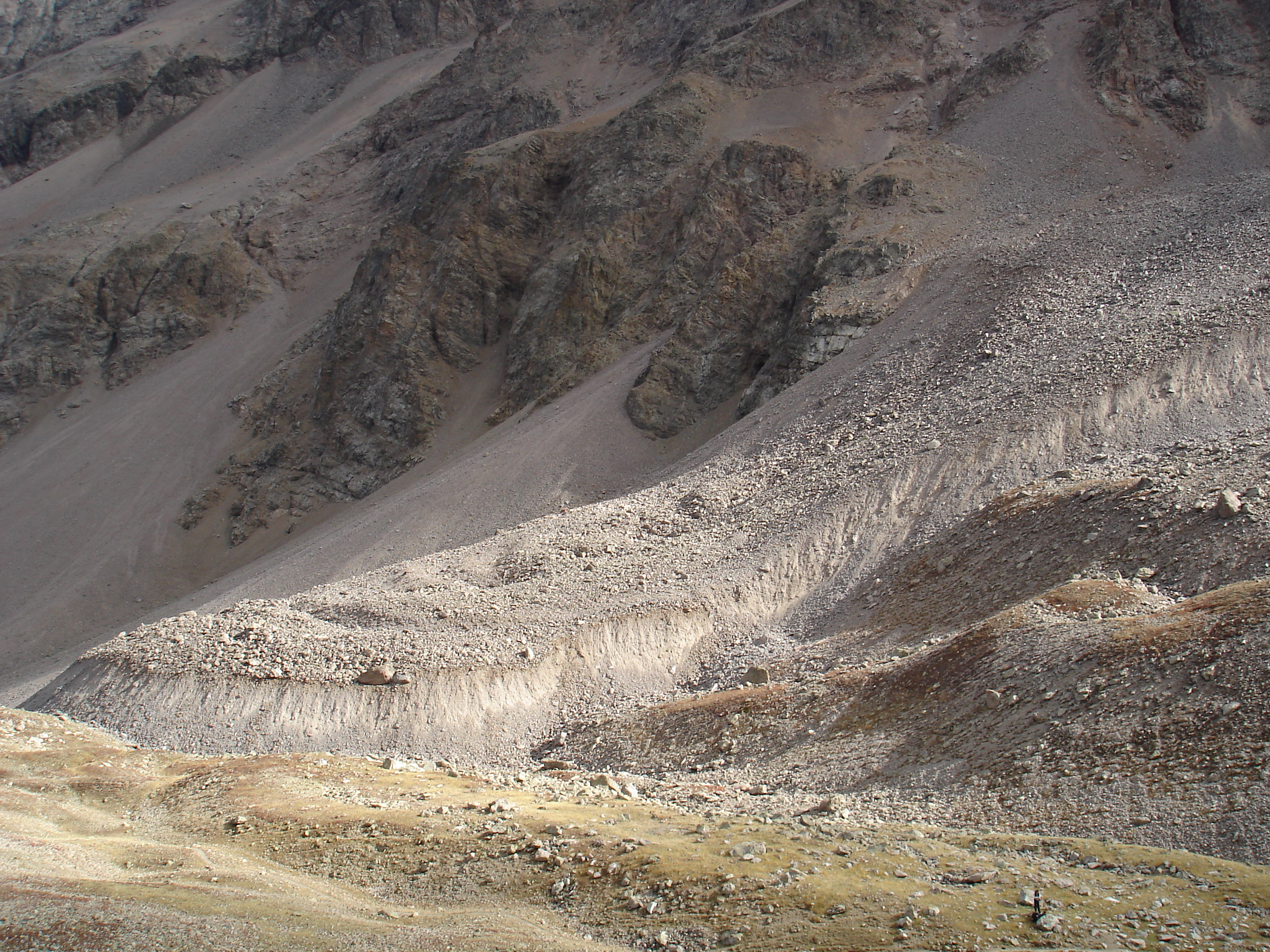
Glaciar de roca en los Alpes franceses.

Existen glaciares de roca en Groenlandia, los Alpes, los Pirineos, Norteamérica, Suramérica, Asia, Nueva Zelanda, la Antártica e incluso, aunque sean escasos, en montañas tropicales. También se cree haber identificado glaciares de roca en Marte.
Los Andes centrales de Chile y Perú se consideran como uno de los lugares donde los glaciares de roca tienen mayor tamaño y desarrollo. En Chile existen glaciares de roca afectados por operaciones mineras. El año 2008 se reportó la destrucción de glaciares roca equivalentes a 21 millones de metros cúbicos de agua congelada en las faenas de Los Bronces de Anglo American y División Andina de Codelco lo cual sería una cifra menor.

## Tipos de glaciares de roca
Para entender a los glaciares de escombros se ha propuesto su clasificación en 7 tipos de glaciares de roca con 4 tipos de orígenes. Los grupos genéticos serían:
- I. Glaciares de roca glaciogénicos (que originan de un glaciar propiamente tal)
- II. Escombros con nieve criogénicos, glaciares de roca de avalancha
- III. Gelifluxión criogénica, glaciares de roca de manto de escombros
- VI. Varios

El primer grupo daría origen a glaciares propiamente tales pero cubiertos de escombros. Este grupo también daría origen a morrenas con movimiento. El primer o el segundo grupo genético podrían dar origen a glaciares de escombros y glaciares cubiertos de escombros afectados por la acción de glaciares. El segundo grupo genético daría origen a glaciares de roca de origen criogénico a partir de caídas de escombros y avalanchas. El segundo o el tercer grupo genético podrían dar origen a murallas de protalus y a capas de escombros y nieva. El tercer grupo daría origen a corrientes y glaciares de roca criogénicos.

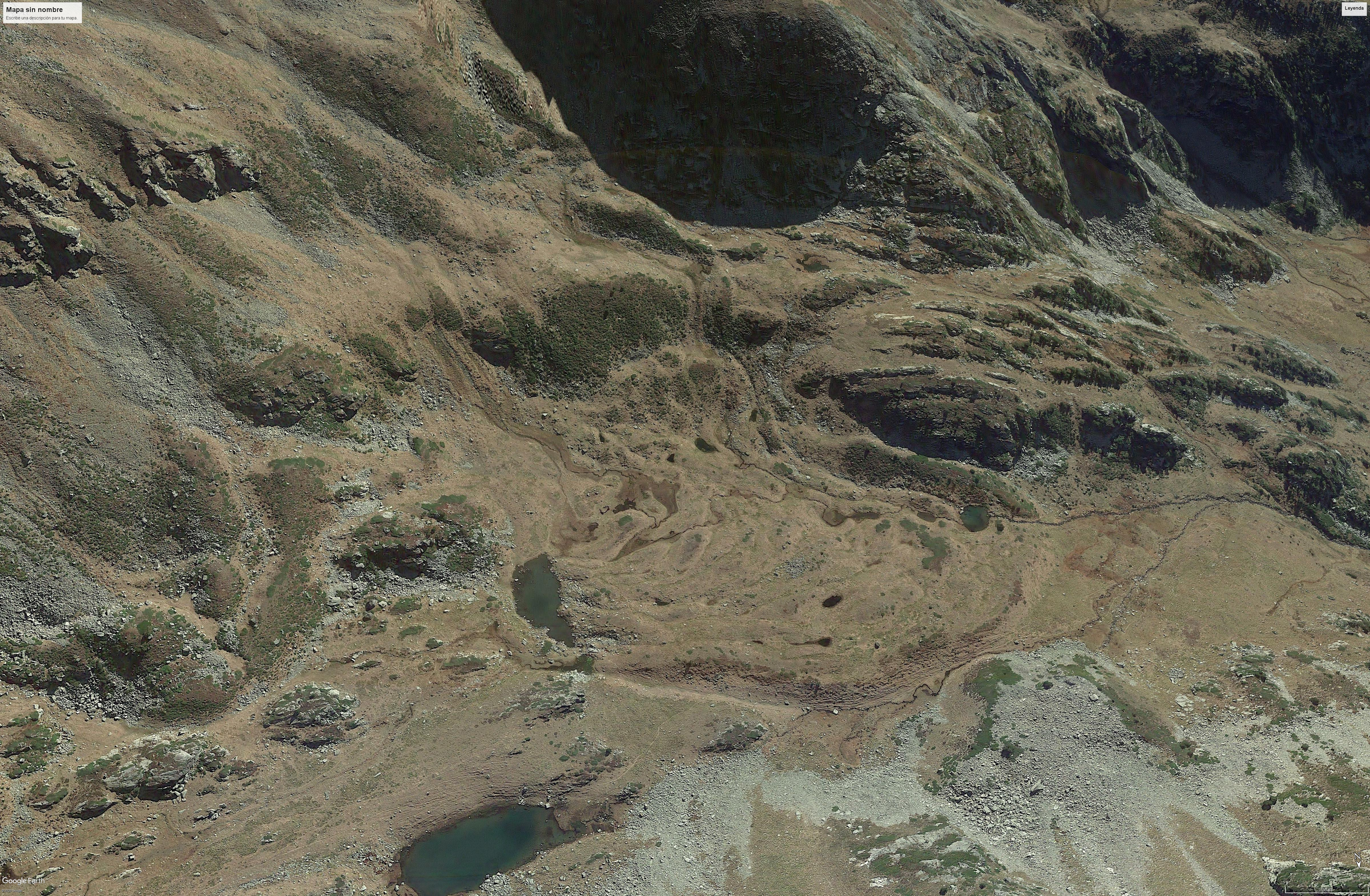
Imagen de Google Earth del glaciar rocoso espatulado o de piedemonte de Basses del Siscaró, Soldeu (Andorra)

Glaciar rocoso espatulado o de piedemonte de Basses del Siscaró, Soldeu (Andorra)